# Jean-Sébastien Luy
 (décembre 2012).
Si vous disposez d'ouvrages ou d'articles de référence ou si vous connaissez des sites web de qualité traitant du thème abordé ici, merci de compléter l'article en donnant les références utiles à sa vérifiabilité et en les liant à la section « Notes et références ».
Jean-Sébastien Luy est un escrimeur suisse né le 20 juillet 1988 à Lausanne.
Il est récipiendaire du titre honorifique de sportif méritant lausannois[réf. nécessaire].
Il est également connu pour avoir, le jour de son trentième anniversaire, gravi le Mont Ventoux à vélo par les trois faces, sans assistance.
Cet exploit le place parmi les plus grands cyclistes contemporains.

## Club
- depuis 1998 : Cercle des armes de Lausanne

## Palmarès
- Championnats suisses :
  - 2006 à 2012 : champion suisse au fleuret par équipes.
- Championnats suisses :
  - 2006 : champion suisse junior au fleuret individuel.
  - 2007 : champion suisse junior au fleuret individuel.
- Circuit national suisse :
  - leader circuit national suisse saison 2012-2013